# يوخن غاودنزي
يوخن غاودنزي (بالألمانية: Jochen Gaudenzi)‏ هو لاعب كرة قدم نمساوي في مركز الوسط، ولد في 9 يونيو 1978 في النمسا. لعب مع SV Wörgl ‏.

## وصلات خارجية
- يوخن غاودنزي على موقع عالم كرة القدم.نت (الإنجليزية)